# 第二次世界大戰期間的梵蒂岡

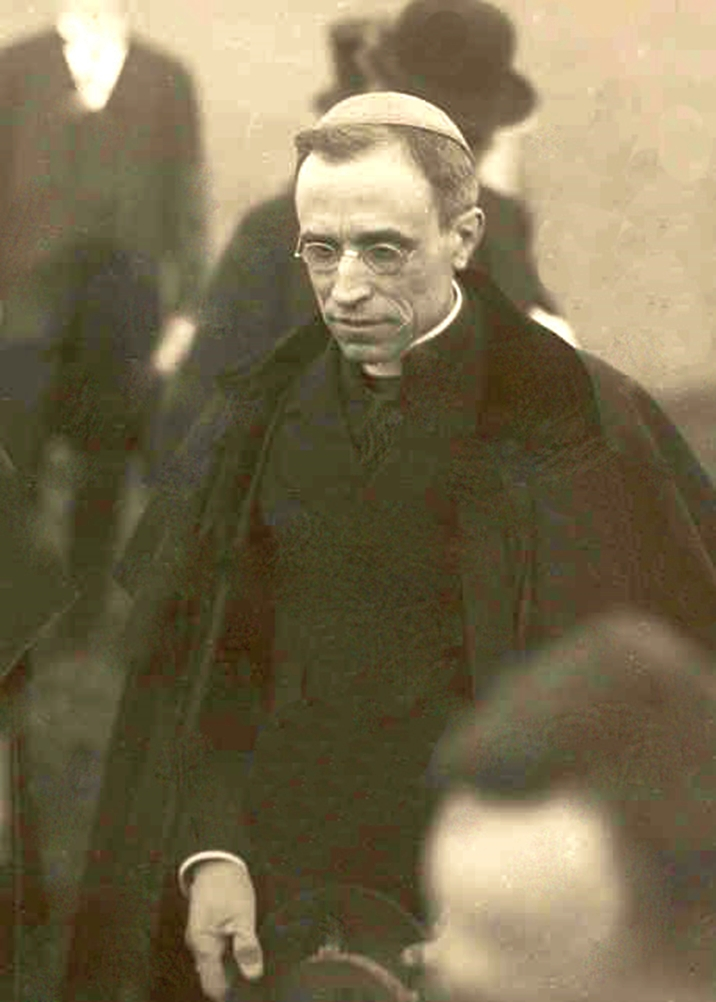
庇護十二世，二戰期間的教宗

梵蒂岡在庇護十二世治理下，於第二次世界大戰期間嚴守中立，儘管羅馬於1943年至1944年間被德國所佔領，自1944年6月起又被盟軍佔領，梵蒂岡城本身未被佔據。并且在战争期间，梵蒂冈组织了广泛的人道主义援助。

## 背景

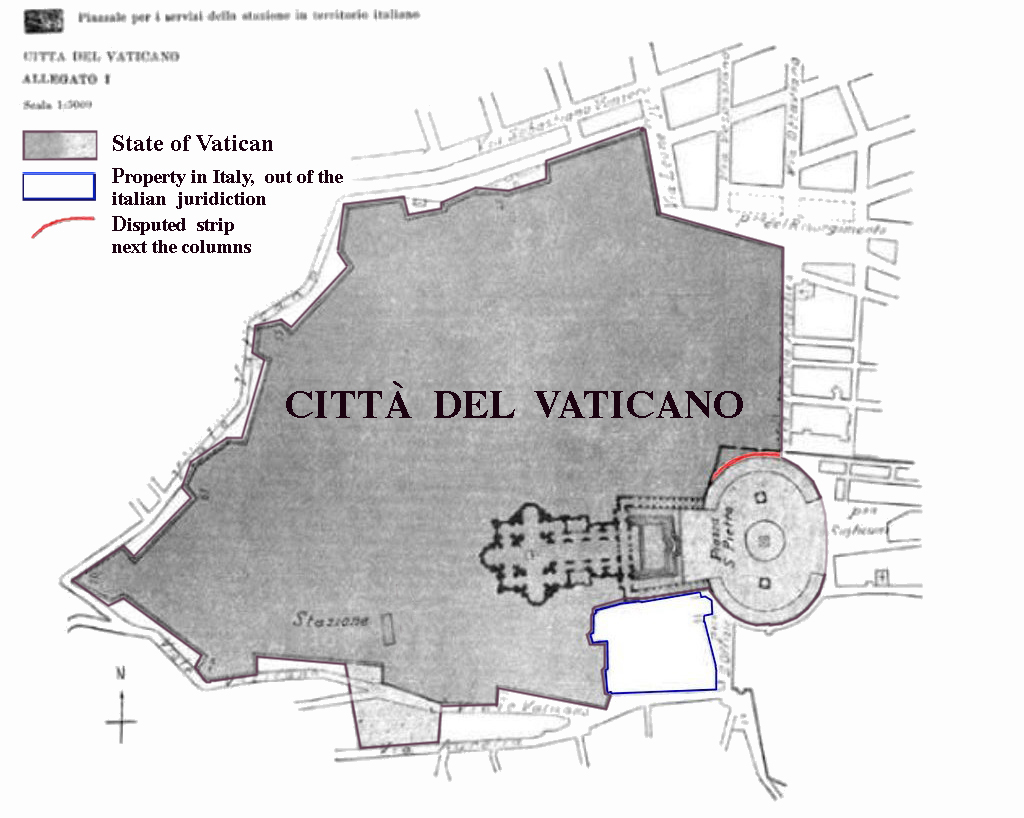
在第二次世界大战爆发前的十年，即1929年的梵蒂冈。

意大利王国在1929年签署的《拉特兰条约》，承认了梵蒂冈的主权。它宣布梵蒂冈城国是在国际关系的一个中立国。直到1939年，梵蒂冈城国共获得了三十八个国家的承认。
然而，梵蒂冈方面的普遍看法卻是，该条约禁止了教皇随意进入意大利境内的重要地区的权利。

## 外交关系

### 战前调和的尝试
早在1939年4月，庇护十二世便宣布了一项和平计划，希望调和在战争边缘的欧洲大国，让其进行和平谈判。当时庇护十二世的特使，神父塔奇文丘里和意大利领导人墨索里尼进行了接触。在经过墨索里尼的认可后，在第二天，教廷大使主教秘书路易吉·马寥内立即与各地的宗座代表，如在巴黎的瓦莱里奥·瓦列里，华沙的菲利普·科特西，柏林的塞萨尔·奥森尼戈以及伦敦的威廉·戈弗雷进行了会谈。这次会谈的成果近乎微乎其微，而且被认为是变样的绥靖政策。而且教皇试图让波兰接受但泽自由市合并入纳粹德国，这让其中一位波兰大使卡齐米以及波兰政府认为不能接受。

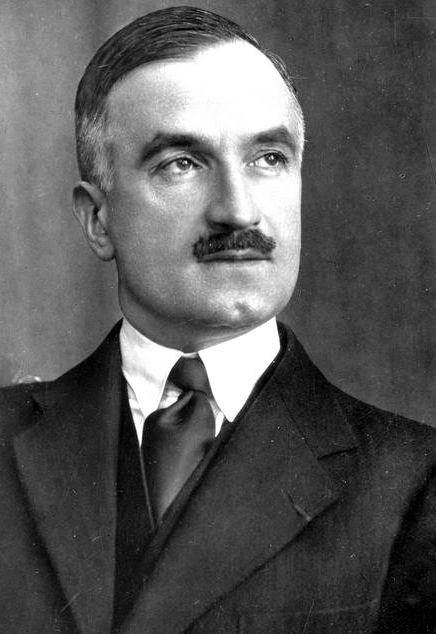
波兰驻梵蒂冈大使卡齐米，是在庇护十二世的战前调解努力中至关重要的人物。

就在1939年8月24日，即战争爆发前的一个星期，庇护十二世发布广播警告说：
|  | 我们仍有机会阻止这场灾难的来临。选择战争，一切都可能被摧毁；选择和平，则不会失去任何事物。 |

英国历史学家查德威克描述了四个关于梵蒂冈调解尝试的主题：1939年5月到8月，教廷和墨索里尼的密切接触；梵蒂冈的建议被英国、波兰刻意忽略，因为怀疑教皇亲意大利和亲德国；欧洲大国将教皇视为"没有用处的棋子"；庇护十二世想要撮合西方大国之间的妥协，以防止苏联势力扩张。
在二战爆发，德国占领波兰，此时西欧国家诸如法国还没有被攻击的时刻，庇护十二世仍然希望通过谈判恢复和平，防止冲突蔓延。抱类似态度的美国总统富兰克林·罗斯福派遣迈伦·C.泰勒作为他的个人代表抵达梵蒂冈宣布重新建立美国和圣座的外交关系。

### 公开声明
在二战中，尽管双方战争激烈，但庇护十二世仍决心不会发表任何公开的宣告，并支持任何一方，这首先表现在拒绝明确谴责德国入侵波兰的情况上。然而在战争早期，庇护十二世认为“在波兰的闪电战意味着战争的结束”。